# Omal
Omal is een dorp in de Belgische provincie Luik en een deelgemeente van de gemeente Geer. Het was een zelfstandige gemeente tot het bij de fusie van 1977 toegevoegd werd aan de gemeente Geer.
Omal ligt in het zuiden van de gemeente Geer aan de oude Romeinse heerweg van Tongeren naar Bavay, de huidige N69. Omal is een landbouwdorp in Droog-Haspengouw. Er is vooral akkerbouw en fruitteelt.

## Geschiedenis
In Omal was er reeds zeer vroeg bewoning; er werden vondsten gedaan uit de bandkeramische cultuur. De nederzettingsgroep die er zich gevestigd had, wordt de Omalien-groep genoemd.
Omal behoorde tot het graafschap Moha dat in de 13e eeuw deel ging uitmaken van het prinsbisdom Luik. Vanaf de 17e eeuw werd de heerlijkheid verscheidene malen verpand door de prins-bisschop.

## Bezienswaardigheden
- Langs de oude Romeinse weg liggen vijf tumuli: de Tumuli van Omal. Onder de grootste grafheuvel zou een Romeinse generaal begraven zijn en onder de andere zijn vier kinderen. De tumuli en de omgeving ervan werden beschermd als monument en als landschap.
- De feodale motte was een militair bouwwerk dat dienst deed van eind 12e eeuw tot de eerste helft van de 14e eeuw. Het werd in 1988 beschermd als landschap.
- Een versterkte duiventoren uit de 17de eeuw die in 1947 werd beschermd als monument en samen met haar omgeving in 1977 werd beschermd als landschap.
- Het voormalig Kasteel van Omal, tegenwoordig Manoir genaamnd, gebouwd in 1720 op de resten van het vroegere kasteel van Omal. Er is een 17e-eeuwse kern. Het kasteeltje werd beschermd in 1976.
- De Sint-Lambertuskerk (Église Saint-Lambert) dateert van 1755 en verving een oudere kerk.

## Natuur en landschap
Omal ligt aan het begin van de Fausse Geer (Valse Jeker) die bij Hollogne-sur-Geer in de Jeker uitmondt. De hoogte aan de kerk bedraagt 137 meter.

## Demografische ontwikkeling
- Bronnen:NIS, Opm:1831 tot en met 1970=volkstellingen, 1976= inwoneraantal op 31 december

## Buurtspoorwegen
Ondanks het dunbevolkte gebied hebben twee lijnen der SNCV/NMVB dit dorpje doorkruist : vanaf 1888 was dat de stoomtramlijn Wanze--Vinalmont--Omal--Hollogne-sur-Geer, en vanaf 1906 was dat de stoomtramlijn Hannut--Omal--Viemme--Verlaine, die verderop splitste richting Engis en Ampsin. Beide werden niet geëlektrificeerd en beide werden in 1952 opgeheven. Qua tracé is er nog wel wat te zien, en waar de lijnen elkaar kruisten was het station en is nu de busgarage. Het stationsgebouw verdween na 2014.

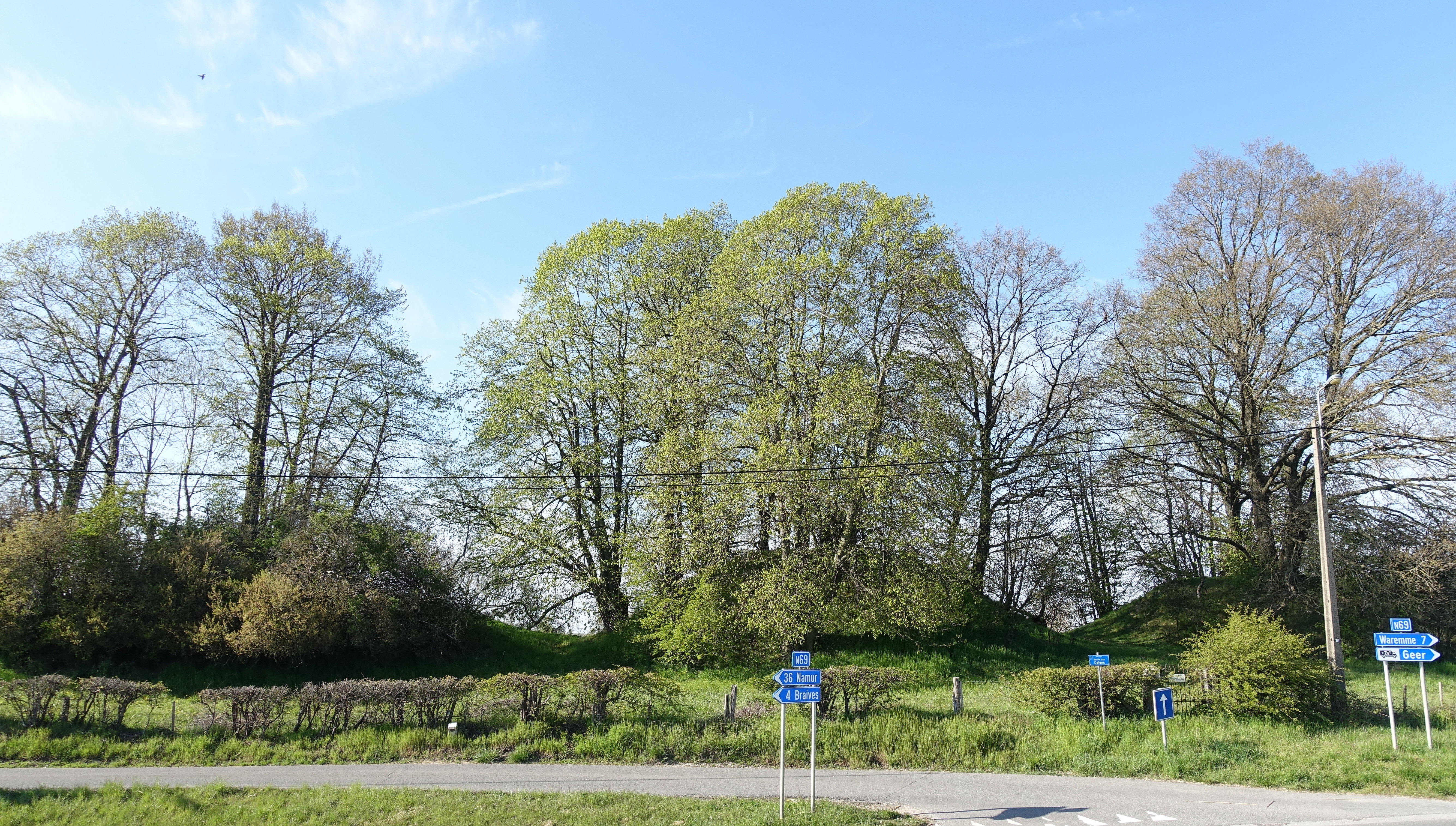
De tumuli van Omal
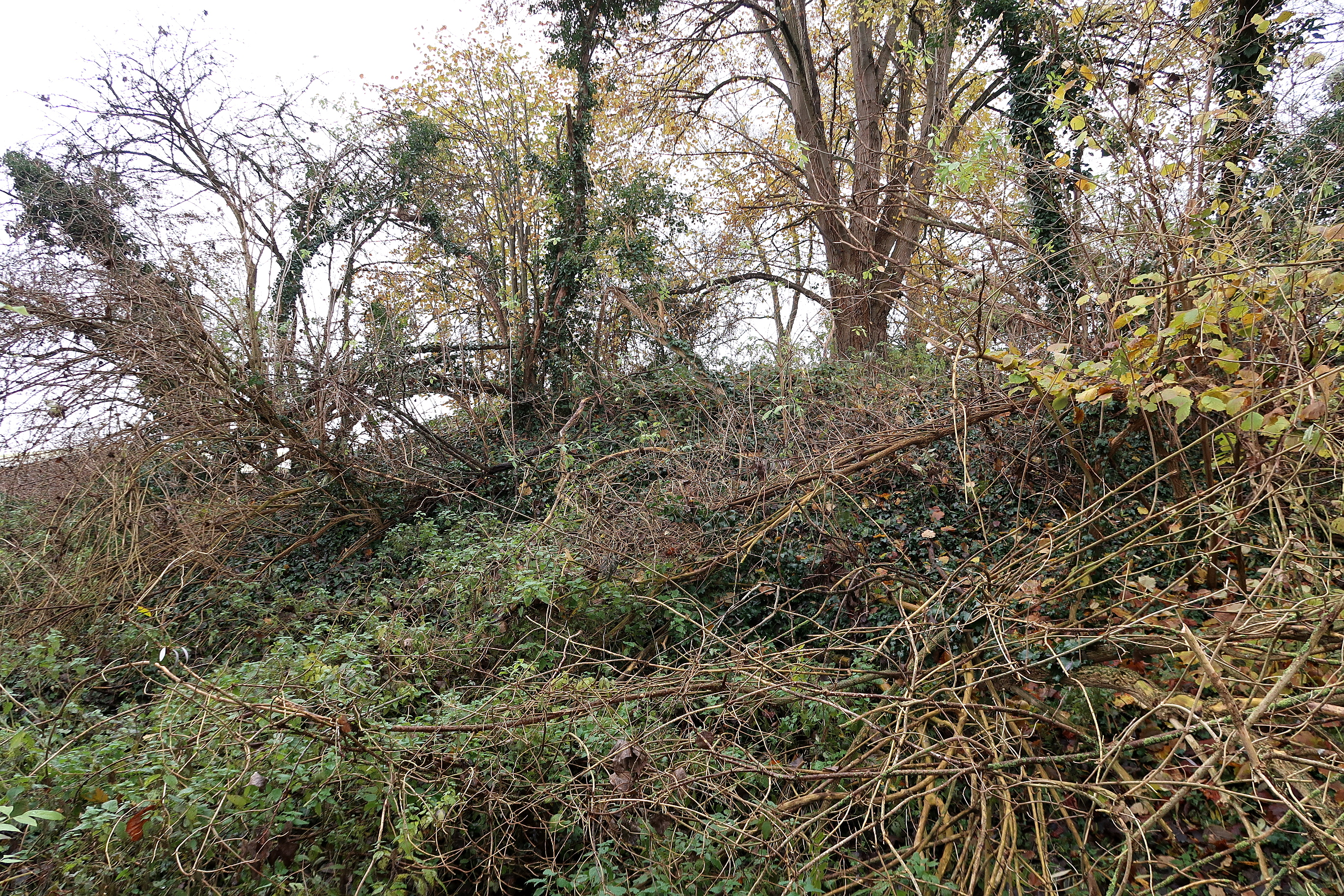
Middeleeuwse motte van Omal
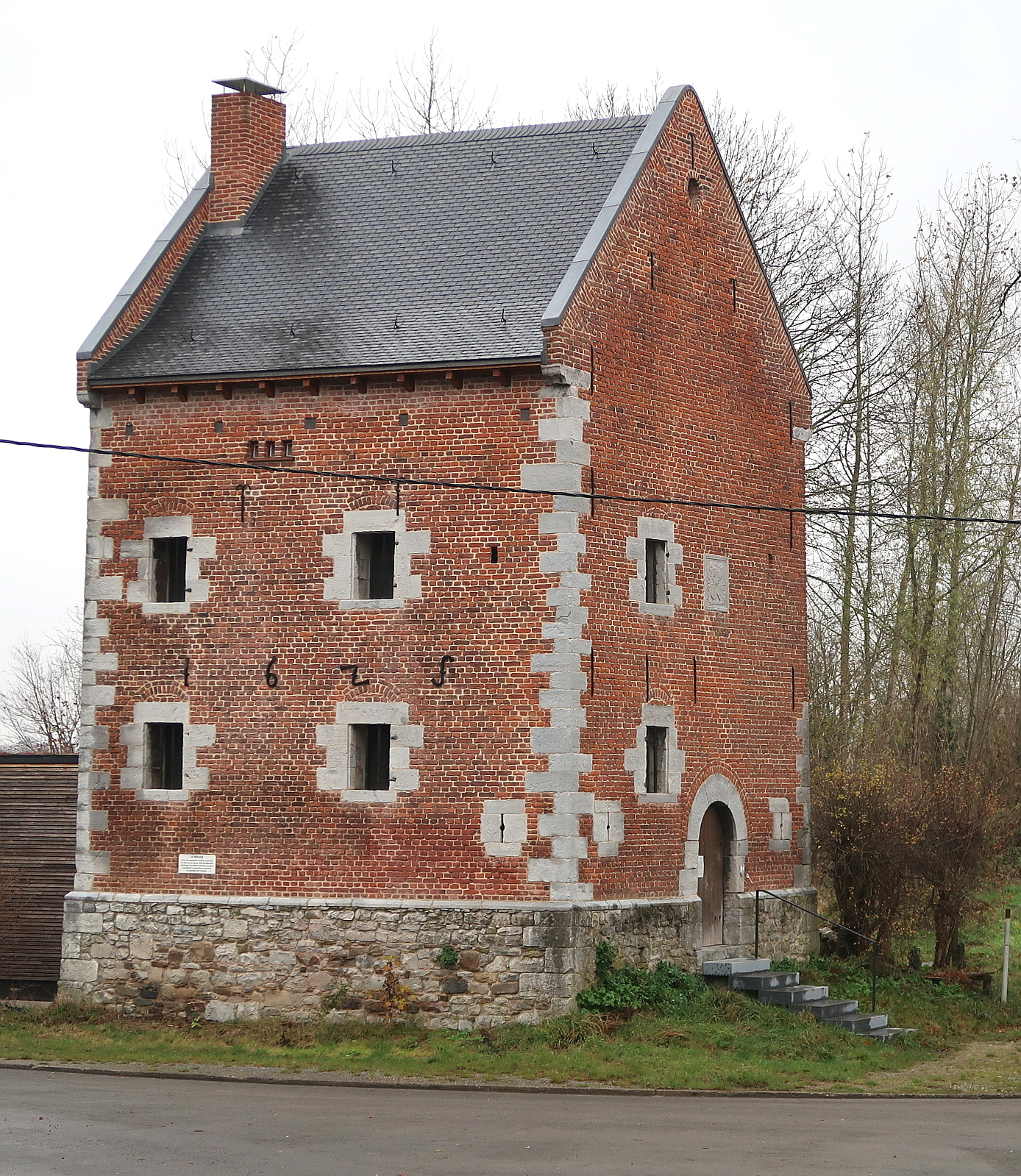
Versterkte toren
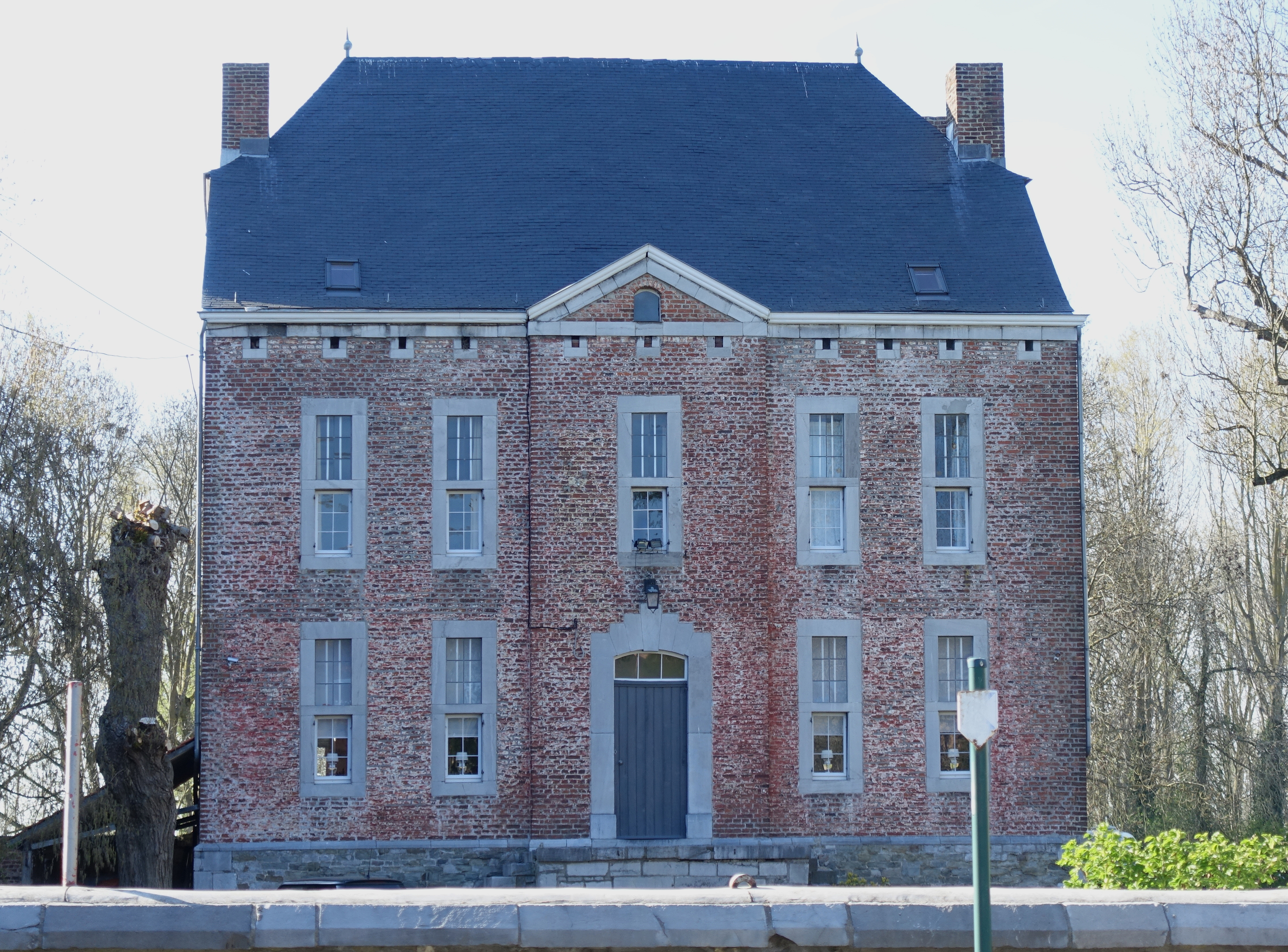
De Manoir van Omal

## Nabijgelegen kernen
Ligney, Hollogne-sur-Geer, Les Waleffes, Tourinne
Deelgemeenten: Boëlhe · Darion · Geer · Hollogne-sur-Geer · Lens-Saint-Servais · Ligney · Omal

Belgische gemeenten · arrondissement Borgworm · provincie Luik · Wallonië